# Bahnstrecke Johanngeorgenstadt–Schwarzenberg
| Ausschnitt der Streckenkarte Sachsen von 1902 |                         |                                     |                                     |
| Streckennummer (DB): | 6626; sä. JS            |                                     |                                     |
| Kursbuchstrecke (DB): | 535                     |                                     |                                     |
| Kursbuchstrecke: | 143b (1934) 171f (1946) |                                     |                                     |
| Streckenlänge: | 18,56 km                |                                     |                                     |
| Spurweite: | 1435 mm (Normalspur)    |                                     |                                     |
| Streckenklasse: | CE                      |                                     |                                     |
| Maximale Neigung: | 25 ‰                    |                                     |                                     |
| Minimaler Radius: | 150 m                   |                                     |                                     |
| Zugbeeinflussung: | PZB                     |                                     |                                     |
| |                         |                                     |                                     |
| \| \| \| von Karlovy Vary dolní n. \| \| \| \| -0,721 \| Staatsgrenze Tschechien–Deutschland \| Staatsgrenze Tschechien–Deutschland \| \| \| \| Anst Eisenwerk Wittigsthal \| \| \| \| \| Ladestelle \| \| \| \| -0,030 \| Johanngeorgenstadt \| 676 m \| \| \| 0,098 \| EÜ (25 m) \| EÜ (25 m) \| \| \| 0,341 \| Brücke Schwarzwasser (24 m) \| Brücke Schwarzwasser (24 m) \| \| \| 0,983 \| EÜ Wirtschaftsweg (10 m) \| EÜ Wirtschaftsweg (10 m) \| \| \| 3,080 \| Abzw Georgenthal (Blockstelle) \| Abzw Georgenthal (Blockstelle) \| \| \| \| Anst Wismut \| \| \| \| 4,124 \| Erlabrunn (Erzgeb) \| 608 m \| \| \| 4,160 \| Brücke Schwarzwasser \| Brücke Schwarzwasser \| \| \| \| (Neutrassierung 1950) \| \| \| \| \| Brücke Schwarzwasser \| \| \| \| 5,280 \| Breitenbrunn (Erzgeb) Gbf \| 590 m \| \| \| \| Brücke Schwarzwasser \| \| \| \| \| \| \| \| \| 6,950 \| Breitenbrunn (Erzgeb) \| 576 m \| \| \| 7,531 \| Brücke Mühlgraben (14 m) \| Brücke Mühlgraben (14 m) \| \| \| 8,230 \| Brücke Schwarzwasser (20 m) \| Brücke Schwarzwasser (20 m) \| \| \| \| Anst Papierfabrik \| \| \| \| 10,472 \| Antonsthal \| 519 m \| \| \| 10,560 \| Brücke Schwarzwasser (40 m) \| Brücke Schwarzwasser (40 m) \| \| \| 10,885 \| Brücke Schwarzwasser (18 m) \| Brücke Schwarzwasser (18 m) \| \| \| 11,330 \| Rohrbrücke (12 m) \| Rohrbrücke (12 m) \| \| \| \| Anst Eisenwerk Erla \| \| \| \| 13,880 \| Brücke Schwarzwasser (25 m) \| Brücke Schwarzwasser (25 m) \| \| \| 14,110 \| Erla \| 466 m \| \| \| \| (Neutrassierung 1950) \| \| \| \| 15,218 \| EÜ Karlsbader Straße \| EÜ Karlsbader Straße \| \| \| 15,540 \| Schwarzenberg (Erzgeb) Hp ab 1950 \| 458 m \| \| \| 15,780 \| Schwarzenberg (Erzgeb) Hp bis 1950 \| 450 m \| \| \| 16,274 \| Tunnel Schlossberg (103 m) \| Tunnel Schlossberg (103 m) \| \| \| 16,515 \| Tunnel Brückenberg (231 m) \| Tunnel Brückenberg (231 m) \| \| \| 16,890 \| EÜ Straße des 18. März (21 m) \| EÜ Straße des 18. März (21 m) \| \| \| 16,934 \| EÜ Straße des 18. März (16 m) \| EÜ Straße des 18. März (16 m) \| \| \| 17,089 \| Brücke Schwarzwasser (89 m) \| Brücke Schwarzwasser (89 m) \| \| \| 17,130 \| Brücke Schwarzwasser (17 m) \| Brücke Schwarzwasser (17 m) \| \| \| \| \| \| \| \| \| von Annaberg-Buchholz Süd \| \| \| \| 17,138 \| Schwarzenberg (Erzgeb) \| 427 m \| \| \| \| nach Zwickau (Sachs) Hbf \| \| |                         |                                     |                                     |
| Strecke |                         | von Karlovy Vary dolní n.           | von Karlovy Vary dolní n.           |
| Grenze | -0,721                  | Staatsgrenze Tschechien–Deutschland | Staatsgrenze Tschechien–Deutschland |
| Abzweig geradeaus und ehemals von links |                         | Anst Eisenwerk Wittigsthal          | Anst Eisenwerk Wittigsthal          |
| Abzweig geradeaus und ehemals nach rechts |                         | Ladestelle                          | Ladestelle                          |
| Bahnhof | -0,030                  | Johanngeorgenstadt                  | 676 m                               |
| Brücke | 0,098                   | EÜ (25 m)                           | EÜ (25 m)                           |
| Brücke | 0,341                   | Brücke Schwarzwasser (24 m)         | Brücke Schwarzwasser (24 m)         |
| Brücke | 0,983                   | EÜ Wirtschaftsweg (10 m)            | EÜ Wirtschaftsweg (10 m)            |
| ehemalige Blockstelle | 3,080                   | Abzw Georgenthal (Blockstelle)      | Abzw Georgenthal (Blockstelle)      |
| Abzweig geradeaus und ehemals nach rechts |                         | Anst Wismut                         | Anst Wismut                         |
| Haltepunkt / Haltestelle | 4,124                   | Erlabrunn (Erzgeb)                  | 608 m                               |
| Brücke | 4,160                   | Brücke Schwarzwasser                | Brücke Schwarzwasser                |
| Strecke von links · Abzweig ehemals geradeaus und nach rechts |                         | (Neutrassierung 1950)               | (Neutrassierung 1950)               |
| Strecke · Brücke (Strecke außer Betrieb) |                         | Brücke Schwarzwasser                | Brücke Schwarzwasser                |
| ehemaliger Dienststation / Betriebs- oder Güterbahnhof · Strecke (außer Betrieb) | 5,280                   | Breitenbrunn (Erzgeb) Gbf           | 590 m                               |
| Strecke · Brücke (Strecke außer Betrieb) |                         | Brücke Schwarzwasser                | Brücke Schwarzwasser                |
| Strecke nach links · Abzweig ehemals geradeaus und von rechts |                         |                                     |                                     |
| Haltepunkt / Haltestelle | 6,950                   | Breitenbrunn (Erzgeb)               | 576 m                               |
| Brücke | 7,531                   | Brücke Mühlgraben (14 m)            | Brücke Mühlgraben (14 m)            |
| Brücke | 8,230                   | Brücke Schwarzwasser (20 m)         | Brücke Schwarzwasser (20 m)         |
| Abzweig geradeaus und ehemals nach links |                         | Anst Papierfabrik                   | Anst Papierfabrik                   |
| Bahnhof | 10,472                  | Antonsthal                          | 519 m                               |
| Brücke | 10,560                  | Brücke Schwarzwasser (40 m)         | Brücke Schwarzwasser (40 m)         |
| Brücke | 10,885                  | Brücke Schwarzwasser (18 m)         | Brücke Schwarzwasser (18 m)         |
| Brücke | 11,330                  | Rohrbrücke (12 m)                   | Rohrbrücke (12 m)                   |
| Abzweig geradeaus und ehemals nach links |                         | Anst Eisenwerk Erla                 | Anst Eisenwerk Erla                 |
| Brücke | 13,880                  | Brücke Schwarzwasser (25 m)         | Brücke Schwarzwasser (25 m)         |
| Haltepunkt / Haltestelle | 14,110                  | Erla                                | 466 m                               |
| Strecke von links · Abzweig ehemals geradeaus und nach rechts |                         | (Neutrassierung 1950)               | (Neutrassierung 1950)               |
| Brücke · Strecke (außer Betrieb) | 15,218                  | EÜ Karlsbader Straße                | EÜ Karlsbader Straße                |
| Haltepunkt / Haltestelle · Strecke (außer Betrieb) | 15,540                  | Schwarzenberg (Erzgeb) Hp ab 1950   | 458 m                               |
| Strecke · Haltepunkt / Haltestelle (Strecke außer Betrieb) | 15,780                  | Schwarzenberg (Erzgeb) Hp bis 1950  | 450 m                               |
| Strecke · Tunnel (Strecke außer Betrieb) | 16,274                  | Tunnel Schlossberg (103 m)          | Tunnel Schlossberg (103 m)          |
| Tunnel · Strecke (außer Betrieb) | 16,515                  | Tunnel Brückenberg (231 m)          | Tunnel Brückenberg (231 m)          |
| Brücke · Strecke (außer Betrieb) | 16,890                  | EÜ Straße des 18. März (21 m)       | EÜ Straße des 18. März (21 m)       |
| Brücke · Strecke (außer Betrieb) | 16,934                  | EÜ Straße des 18. März (16 m)       | EÜ Straße des 18. März (16 m)       |
| Strecke · Brücke (Strecke außer Betrieb) | 17,089                  | Brücke Schwarzwasser (89 m)         | Brücke Schwarzwasser (89 m)         |
| Brücke · Strecke (außer Betrieb) | 17,130                  | Brücke Schwarzwasser (17 m)         | Brücke Schwarzwasser (17 m)         |
| Strecke nach links · Abzweig ehemals geradeaus und von rechts |                         |                                     |                                     |
| Abzweig geradeaus und von rechts |                         | von Annaberg-Buchholz Süd           | von Annaberg-Buchholz Süd           |
| Bahnhof | 17,138                  | Schwarzenberg (Erzgeb)              | 427 m                               |
| Strecke |                         | nach Zwickau (Sachs) Hbf            | nach Zwickau (Sachs) Hbf            |

Die Bahnstrecke Johanngeorgenstadt–Schwarzenberg ist eine Nebenbahn in Sachsen. Sie verläuft von Johanngeorgenstadt im Schwarzwassertal nach Schwarzenberg. Die Strecke gehört seit 2001 zum DB-Regionetz Erzgebirgsbahn.

## Geschichte

### Vorgeschichte und Bau
Schon beim Bau der Obererzgebirgischen Bahn von Zwickau nach Schwarzenberg (1855–1858) war deren Verlängerung weiter über die Landesgrenze nach Böhmen vorgesehen gewesen. Im Staatsvertrag zwischen Sachsen und Österreich vom 24. Dezember 1870 wurde eine Verbindung zwischen Karlsbad und Johanngeorgenstadt dann erstmals konkret benannt. Österreich sicherte darin zu, „die erforderlichen Konzessionen zu erteilen“

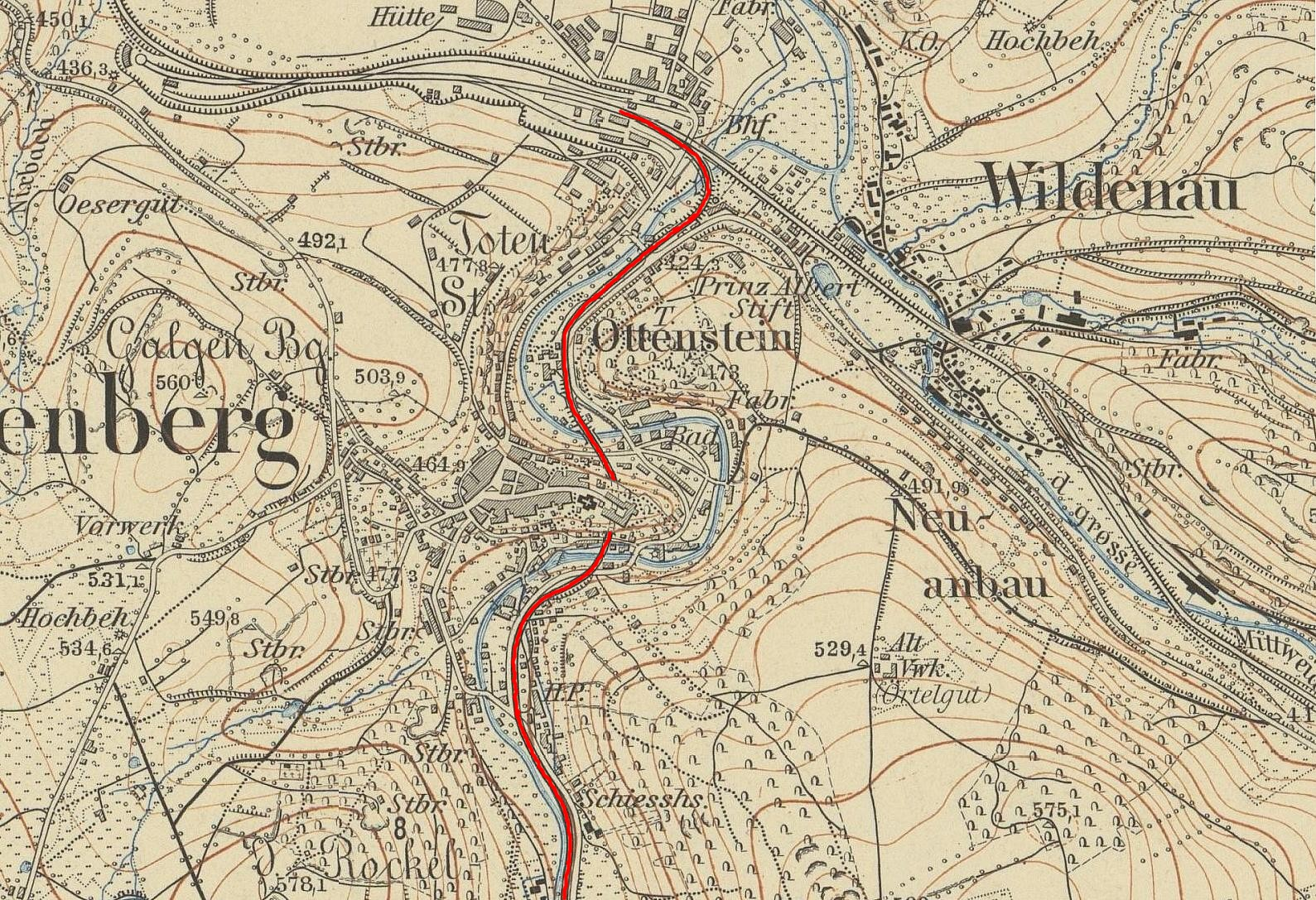
Ursprüngliche Trasse in Schwarzenberg mit dem Tunnel unter dem Schlossberg

Am 13. November 1872 erteilte die österreichische Regierung der Eisenbahn Pilsen–Priesen(–Komotau) (EPPK) die Konzession für eine Hauptbahnlinie, die in Mlatz von der Verbindung Pilsen–Dux abzweigen und über Karlsbad nach Johanngeorgenstadt führen sollte. Im Dezember 1873 beantragte die sächsische Staatsregierung den Bau der Strecke Johanngeorgenstadt–Schwarzenberg im Anschluss an diese Strecke auf Staatskosten. Der Sächsische Landtag genehmigte den Bau der normalspurigen Hauptbahn.
Die schwierigen topografischen Gegebenheiten in Böhmen erforderten jedoch enorme finanzielle Mittel zum Bahnbau, die von der EPPK nach der Finanzkrise von 1873 nicht mehr aufgebracht werden konnten. Am 6. Mai 1880 erlosch die Konzession, ohne dass der Bau der Strecke begonnen worden war. Das Projekt der sächsischen Anschlussstrecke Johanngeorgenstadt–Schwarzenberg änderte man nun dahingehend ab, dass nun eine normalspurige Sekundärbahn konzipiert wurde. Die dabei zulässigen engeren Kurvenradien ermöglichten eine kostengünstigere Trassierung, die nun weitgehend ohne teuere Kunstbauten auskam. Im März 1881 begann der Bau der Strecke, am 20. September 1883 wurde sie eröffnet.

### Betrieb bis zum Zweiten Weltkrieg

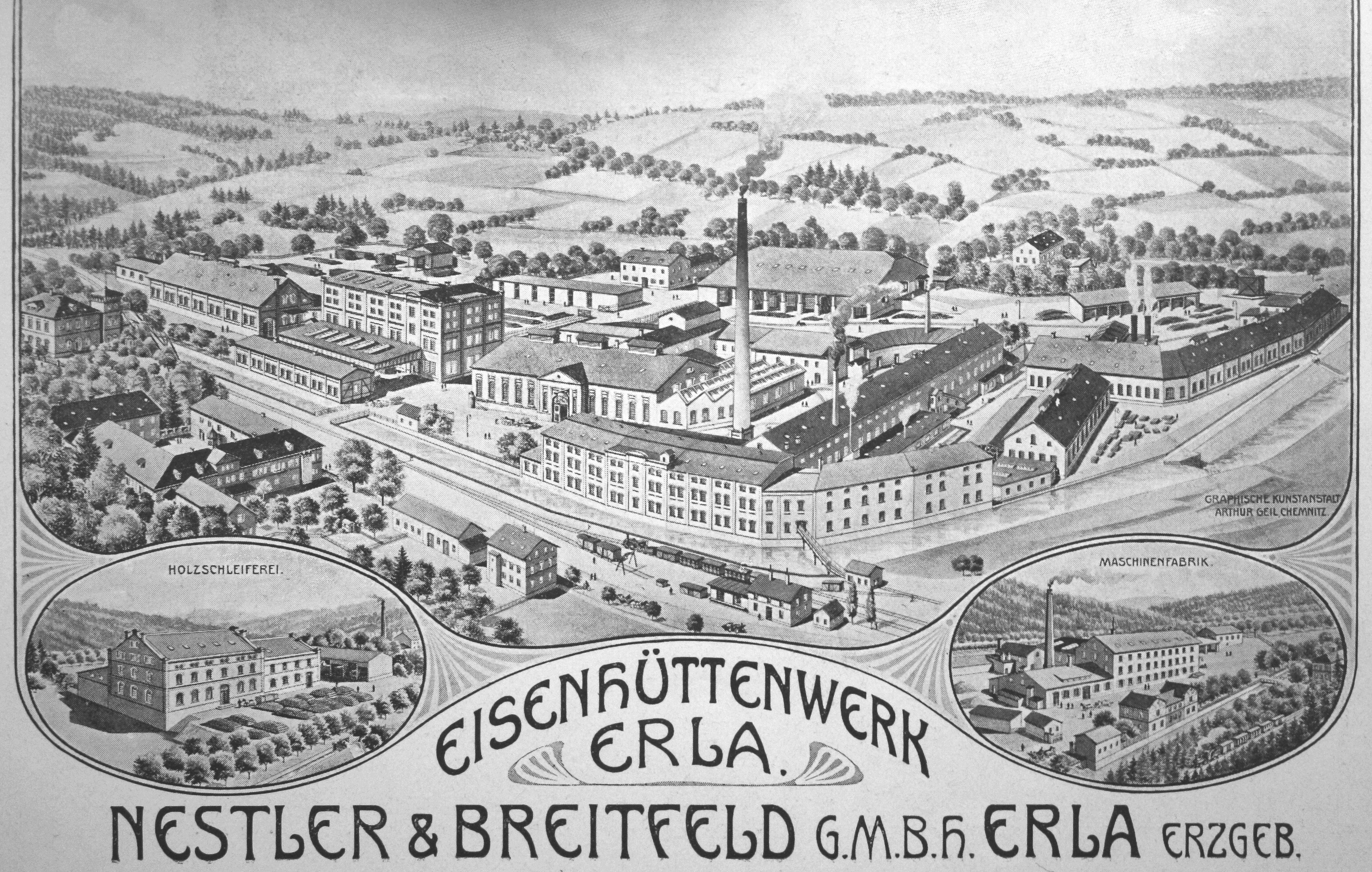
Das Eisenwerk Erla gehörte bis Anfang der 1990er Jahre zu den größten Güterkunden der Strecke. Im Vordergrund sind die Anlagen des Bahnhofes Erla zu sehen, um 1910

Am 5. Mai 1884 verpflichtete sich Sachsen in einem Staatsvertrag mit Österreich, den Bahnhof Johanngeorgenstadt zu einem Grenzbahnhof umzugestalten, wenn die Strecke nach Karlsbad gebaut werden würde. Die Anbindung nach Böhmen wurde schließlich als Hauptbahn zweiter Klasse durch die Eisenbahn Karlsbad–Johanngeorgenstadt realisiert. Den Umbau der Bahnhofsanlagen in Johanngeorgenstadt und den Bau des kurzen auf sächsischem Gebiet liegenden Abschnitts Landesgrenze–Johanngeorgenstadt übernahm dabei der sächsische Staat. Am 1. April 1899 wurde die Bahnstrecke Karlsbad–Johanngeorgenstadt zunächst für den beschränkten Güterverkehr eröffnet, ab 15. Mai 1899 verkehrten dann auch Reisezüge. Die Betriebsführung auf dem Abschnitt Landesgrenze–Johanngeorgenstadt übernahm die k.k. Staatsbahndirektion Pilsen auf Pachtbasis.
Am 6. Juli 1931 zerstörte ein Hochwasser 80 Meter Gleis zwischen Antonsthal und Breitenbrunn. Darüber hinaus gab es im gesamten Schwarzwassertal Schäden an den Stützmauern. Der Verkehr ruhte bis zum 2. September 1931.
Nach dem Anschluss des Sudetenlandes an Deutschland im Herbst 1938 gab es zunächst auch weiterhin keinen durchgehenden Verkehr über die vormalige Landesgrenze. Im Sommerfahrplan 1939 sind zwischen Johanngeorgenstadt und Schwarzenberg zehn Reisezugpaare verzeichnet. Sie benötigten für die Gesamtstrecke zwischen 40 und 45 Minuten, was einer Reisegeschwindigkeit von etwa 25 km/h entspricht. Später wurde die Strecke in den Fahrplänen als Kursbuchstrecke 171f Schwarzenberg–Neurohlau–Karlsbad/Chodau geführt. Im Jahresfahrplan 1944 verkehrten vier Zugpaare durchgehend zwischen Schwarzenberg und Karlsbad, davon eines von und nach Marienbad.

### Betrieb nach dem Zweiten Weltkrieg

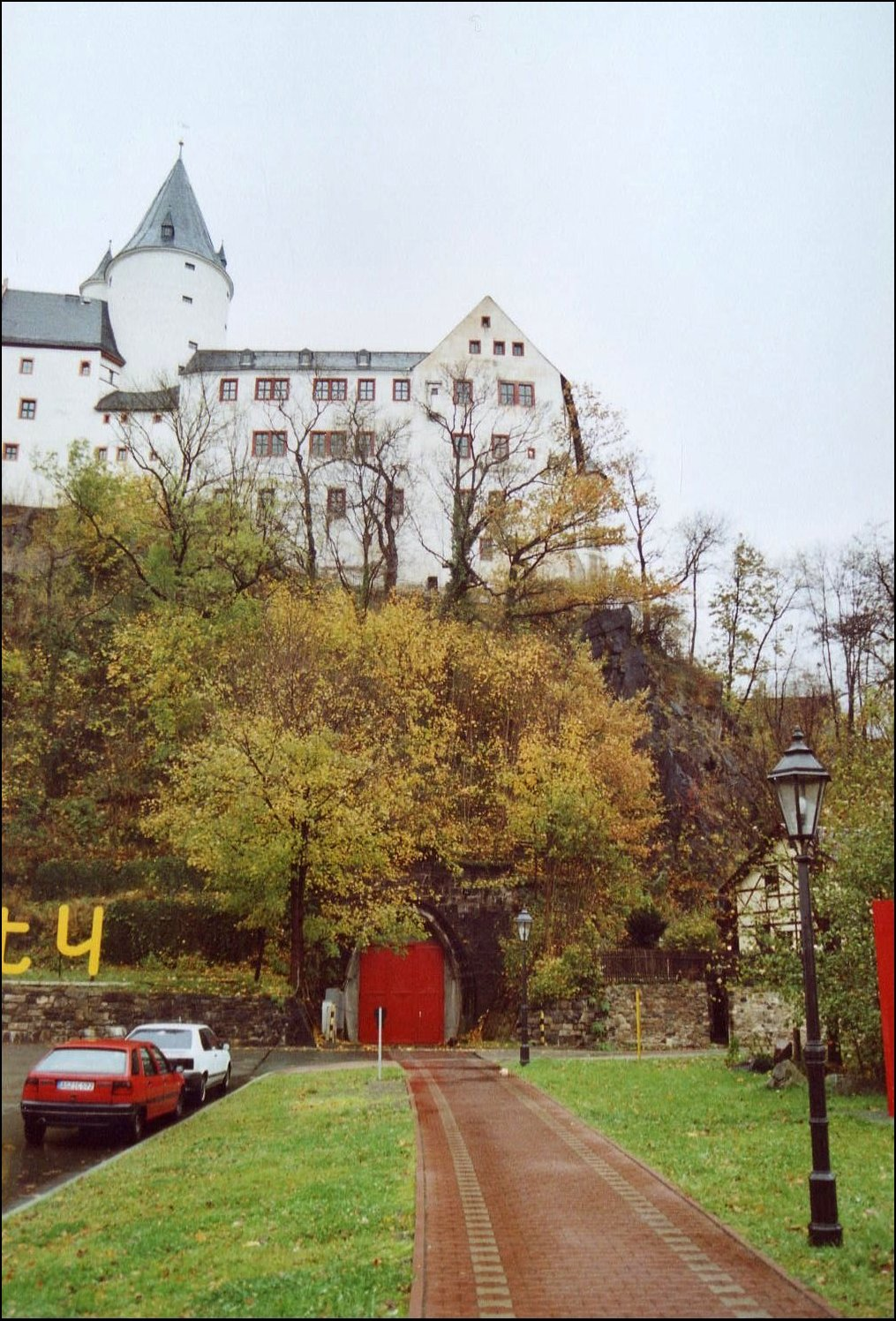
Alte Trasse mit dem Tunnel unter dem Schloss Schwarzenberg (2006)

Am Ende des Zweiten Weltkrieges kam der planmäßige Zugverkehr über die wiederhergestellte Staatsgrenze zum Erliegen. Aus strategischen Gründen blieb die Gleisverbindung jedoch befahrbar. Bis auf einzelne Dienstfahrten – etwa für Schneeräumeinsätze – fand jedoch kein Zugverkehr mehr statt.
Als ab 1946 der Uranbergbau der sowjetischen SAG Wismut im Erzgebirge begann, erlangte die Strecke innerhalb kürzester Zeit eine herausragende Bedeutung sowohl für die Abfuhr der geförderten Uranerze als auch im Berufsverkehr zu den neu eingerichteten Bergwerksschächten in Johanngeorgenstadt.
Ab 1948 wurde die Strecke für einen zweigleisigen Betrieb ausgebaut. Zwischen Schwarzenberg und Erla sowie zwischen Breitenbrunn und Erlabrunn wurde die Strecke komplett neu trassiert, was auch den Neubau eines Tunnels bei Schwarzenberg sowie des Güterbahnhofes Breitenbrunn einschloss. Trotz des hauptbahnmäßigen Ausbaus gelang es jedoch nicht, alle engen Gleisbögen so aufzuweiten. Als zugelassene Streckengeschwindigkeit galten 40 km/h.
Ebenfalls neu errichtet wurde zwischen Erlabrunn und Johanngeorgenstadt die Abzweigstelle Georgental. Die hier abzweigende Anschlussbahn führte zu einer Verladeanlage für Uranerz zum Versand in die Sowjetunion. Die Neubaustrecke wurde 1950 fertiggestellt. Am 5. Oktober 1952 wurde die durchgehend zweigleisige Strecke zur Hauptbahn erhoben.
Schon wenige Jahre später wurde der Bergbau in Johanngeorgenstadt wieder eingestellt und die Verkehrsleistungen sanken wieder auf ein normales Maß. Am 1. Juli 1964 wurde die Strecke wieder zur Nebenbahn herabgestuft. Zwischen Erla und Johanngeorgenstadt wurde das zweite Gleis in den 1970er Jahren abgebaut.
Im Winterfahrplan 1980/81 verkehrten insgesamt 14 Personenzugpaare, die in der Mehrzahl von und nach Zwickau (Sachs) Hbf durchgebunden waren. Die Reisezeit zwischen Johanngeorgenstadt und Schwarzenberg betrug dabei etwa 35 Minuten, von und nach Zwickau etwa zwei Stunden. Während der Wintermonate verkehrten zudem zahlreiche Wintersport-Sonderzüge nach Johanngeorgenstadt.

### Betrieb nach 1990

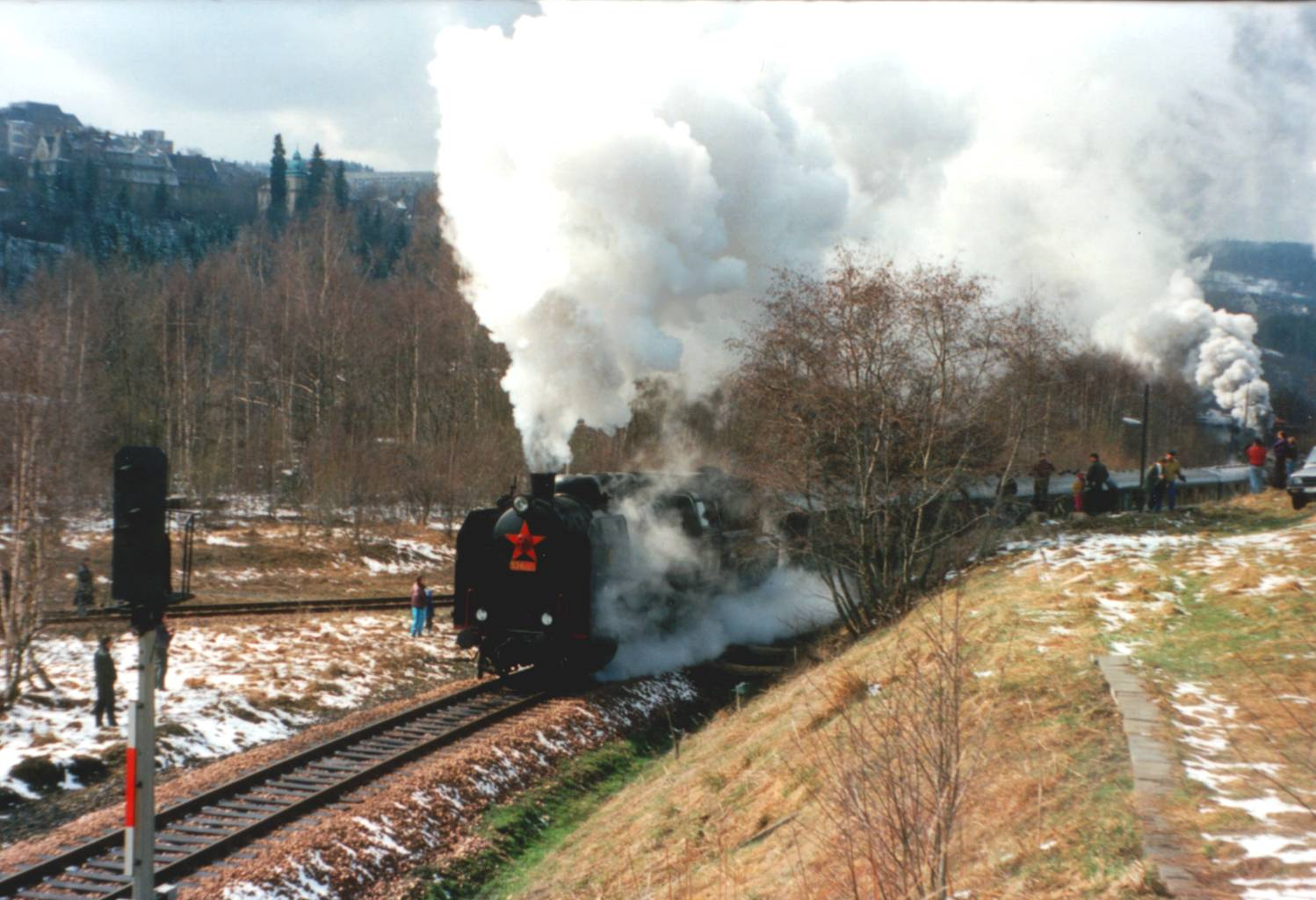
Am 17. April 1992 wurde die grenzüberschreitende Strecke mit einem Sonderzug der ČSD wieder eröffnet; hier an der Staatsgrenze in Johanngeorgenstadt

Neue Perspektiven erhielt die Strecke mit den politischen Umwälzungen in der DDR und in der Tschechoslowakei der Jahre 1989 und 1990. Nach Jahrzehnten der Trennung war es ein Wunsch beider Seiten, die alten traditionellen Verkehrsverbindungen über die Grenze zu erneuern. Am 17. April 1992 passierte erstmals seit 1945 wieder ein Reisezug die Staatsgrenze bei Johanngeorgenstadt. Zum Fahrplanwechsel im Juni 1992 wurde der planmäßige grenzüberschreitende Reise- und Güterverkehr wieder aufgenommen. Entgegen ursprünglichen Planungen kam es jedoch nicht zum Durchlauf von direkten Zügen der Relation Zwickau–Karlsbad.
Im Jahr 1999 wurde der verbliebene Güterverkehr eingestellt. Zuletzt wurde vor allem Rohholz transportiert, das in Johanngeorgenstadt verladen wurde.
Ab dem Jahr 2000 fanden mit dem Ziel der Erhöhung der Reisegeschwindigkeiten umfassende Erneuerungsarbeiten auf der Strecke statt. Dabei wurde auch der bisher noch zweigleisig betriebene Abschnitt Erla–Schwarzenberg auf Eingleisigkeit zurückgebaut.
Im Fahrplan 2012 verkehren Regionalbahnen der Erzgebirgsbahn im Einstundentakt, wobei alle Züge von und nach Zwickau (Sachs) Hbf durchgebunden werden. Einzelne Züge verkehren am Wochenende in Kooperation mit dem tschechischen Eisenbahnverkehrsunternehmen České dráhy (ČD) in der Relation Zwickau–Karlsbad. Planmäßiger Güterverkehr findet nicht statt.

## Streckenbeschreibung

### Verlauf

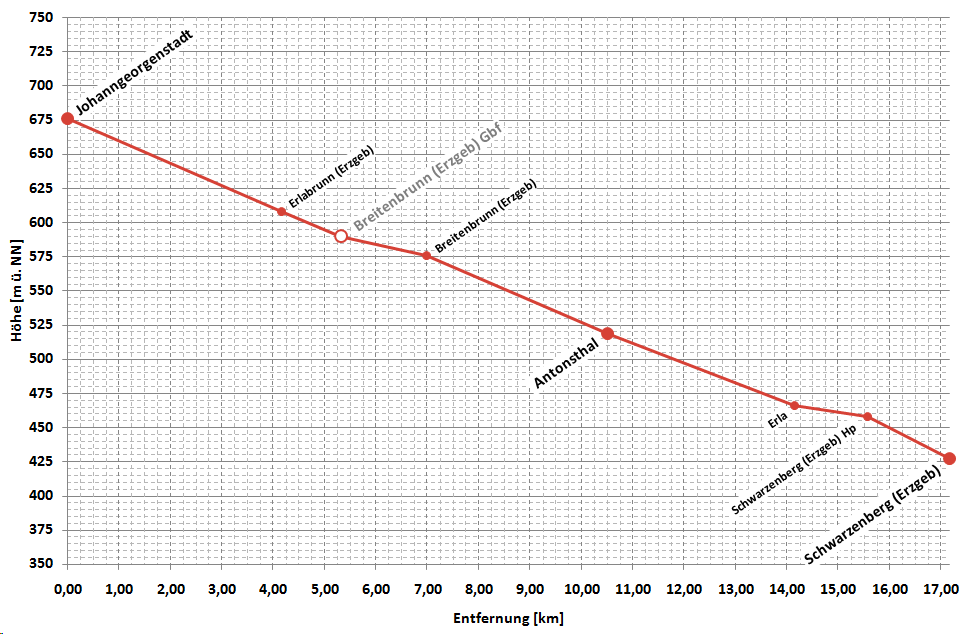
Vereinfachtes Höhenprofil der Strecke

Die alte, ursprüngliche Trasse der Strecke Johanngeorgenstadt–Schwarzenberg verlief auf ihrer gesamten Länge in der Talsohle des Schwarzwassertales, wobei der namensgebende Fluss insgesamt elfmal überbrückt wurde. Der einzige Tunnel der Strecke lag unter dem Schlossberg in Schwarzenberg. Im Zuge der teilweisen Neutrassierung in den Jahren 1948 bis 1950 erhielt die Strecke im Schwarzenberger Stadtgebiet eine neue Streckenführung an der orografisch rechten Talflanke, einschließlich eines neuen zweigleisigen Tunnels. Ihren nominalen Beginn hat die Verbindung Johanngeorgenstadt–Schwarzenberg heute am Streckenkilometer −0,721 direkt an der Staatsgrenze Tschechien–Deutschland.

### Betriebsstellen
Johanngeorgenstadt ⊙

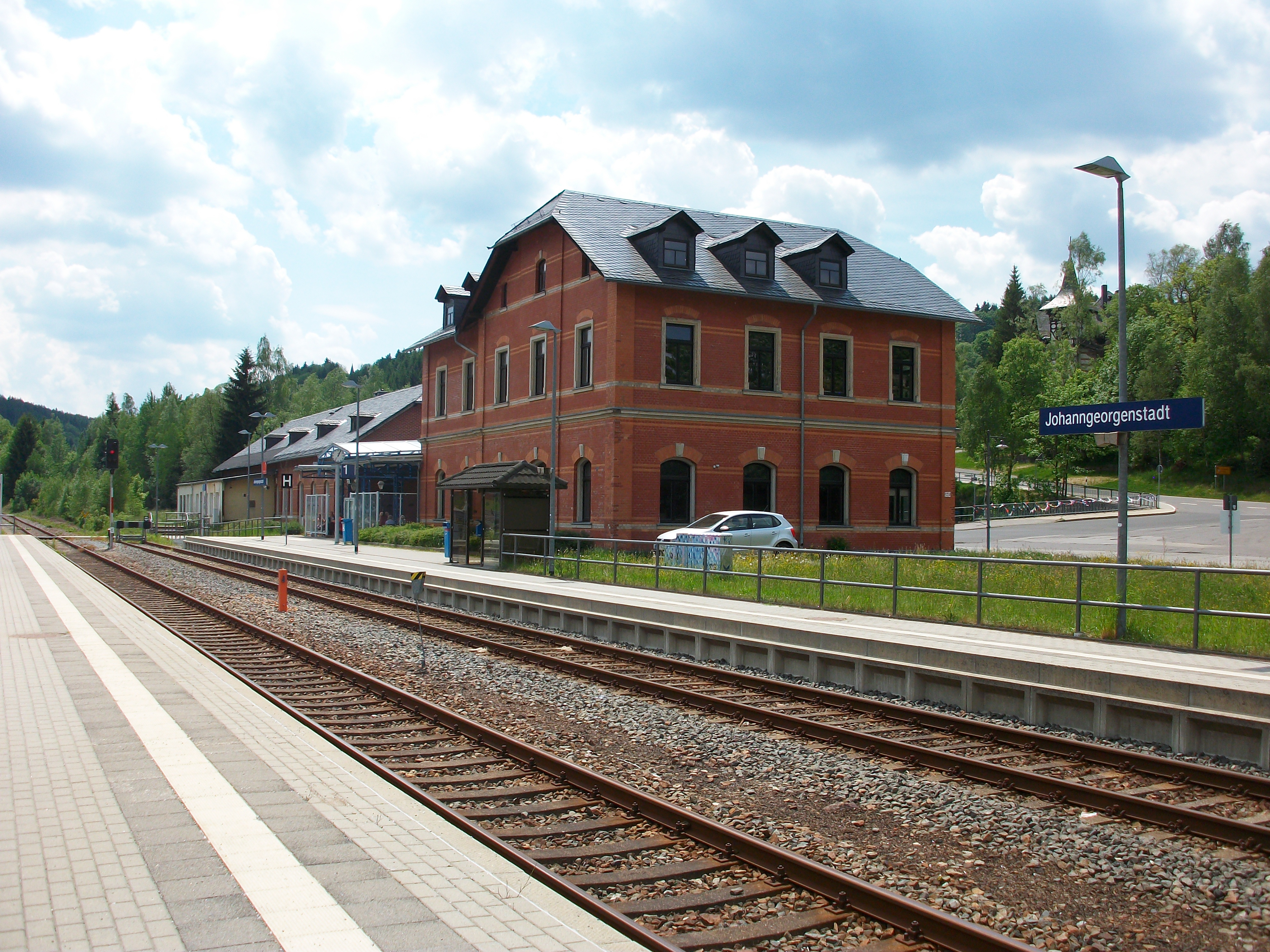
Bahnhof Johanngeorgenstadt, Empfangsgebäude Gleisseite (2017)

Der Bahnhof Johanngeorgenstadt war zunächst nur als Endbahnhof der Sekundärbahn konzipiert worden. Im Zuge des Baues der Strecke Karlsbad–Johanngeorgenstadt (1899) wurde er zum Grenzbahnhof erweitert. Seine endgültige Größe erhielt er im Zuge des zweigleisigen Streckenausbaues von 1948 bis 1950. Dabei entstand auch eine neue Ladegleisanlage östlich des alten Bahnhofes, die über eine Doppelkreuzungsweiche unmittelbar an der Staatsgrenze (am Anschluss Eisenwerk Wittigsthal) eingebunden wurde.
Das durch einen Brand stark beschädigte Empfangsgebäude wurde nach 2000 umfassend instand gesetzt, was auch einen Neubau der Bahnsteige mit einschloss. Die zuletzt dem Holzumschlag dienenden Güterverkehrsanlagen sind heute weitgehend zurückgebaut.
Erlabrunn (Erzgeb) ⊙

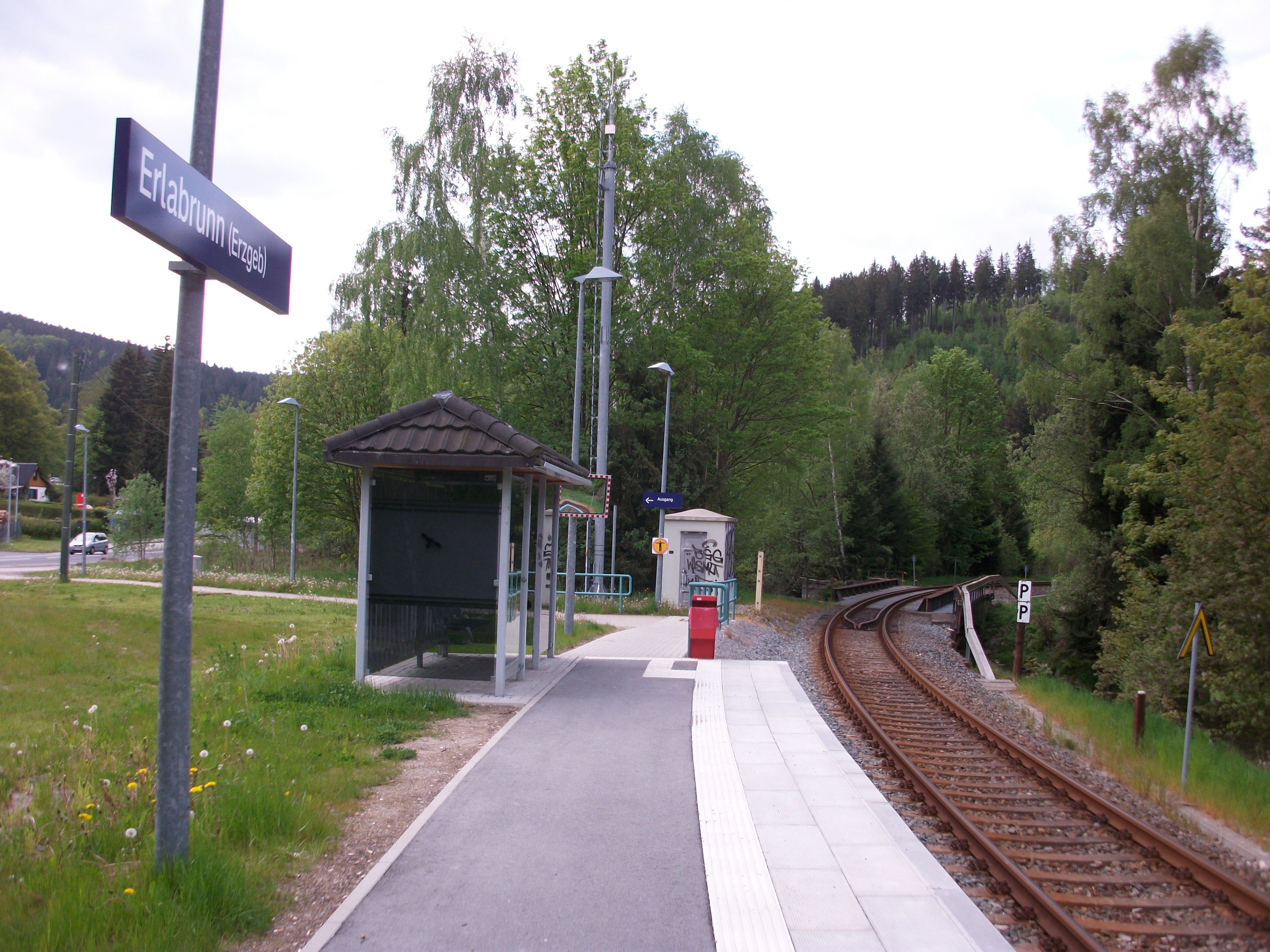
Haltepunkt Erlabrunn (Erzgeb) (2016)

Die Haltestelle Erlabrunn wurde am 20. September 1883 eröffnet. Die Station trug folgende Namen:
- bis 1901: Erlabrunn
- bis 1911: Erlabrunn i Erzgeb
- seit 1911: Erlabrunn (Erzgeb)

Die Station wurde 1905 zum Bahnhof erhoben und 1933 zur Haltestelle zurückgestuft. Zur Zeit des Uranbergbaus war sie zwischen 1949 und 1951 nochmals Bahnhof, seitdem Haltepunkt. Der Haltepunkt befindet sich östlich des Orts zwischen Schwarzwasser und „Schwarzenberger Straße“.
Breitenbrunn (Erzgeb) Gbf ⊙

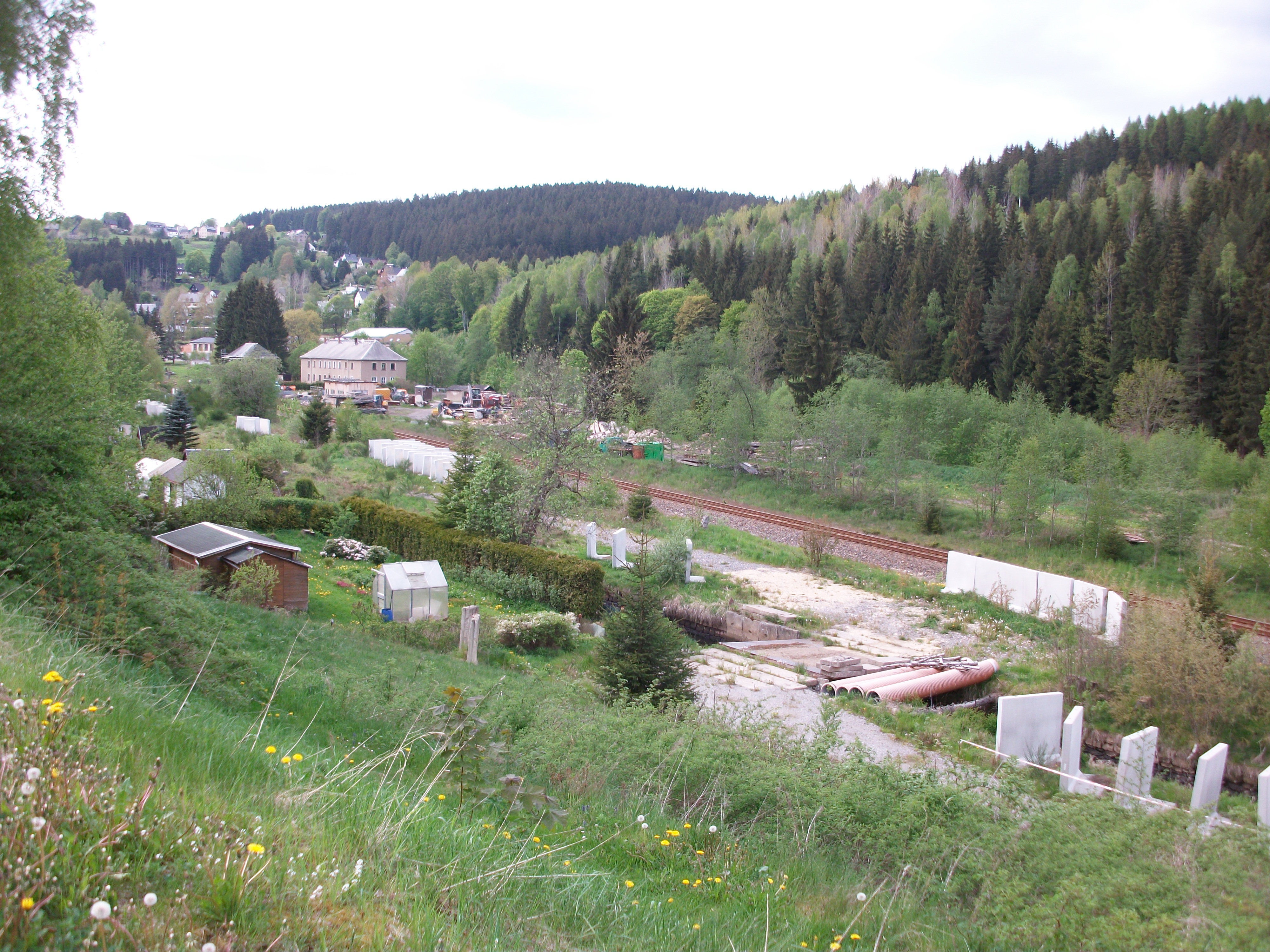
Ehem. Güterbahnhof Breitenbrunn (2016)

Der Güterbahnhof Breitenbrunn (Erzgeb) Gbf wurde 1950 im Zuge der Neutrassierung des Abschnitts zwischen Erlabrunn und Breitenbrunn durch den Uranbergbau eingerichtet. Im Februar 1996 erfolgte die Stilllegung. Der Güterbahnhof befand sich zwischen den Orten Erlabrunn und Breitenbrunn. Seine Zufahrtsstraße heißt bis in die Gegenwart Am Güterbahnhof.
Breitenbrunn (Erzgeb) ⊙
Die Haltestelle Breitenhof wurde am 20. September 1883 eröffnet. Am 1. Mai 1905 erfolgte die Widmung zum Bahnhof. Nach der Eingemeindung von Breitenhof nach Breitenbrunn im Juli 1935 erfolgte am 6. Oktober 1935 die Umbenennung des Bahnhofs in Breitenbrunn (Erzgeb). Seit dem 1. Oktober 1993 ist Breitenbrunn (Erzgeb) ein Haltepunkt.

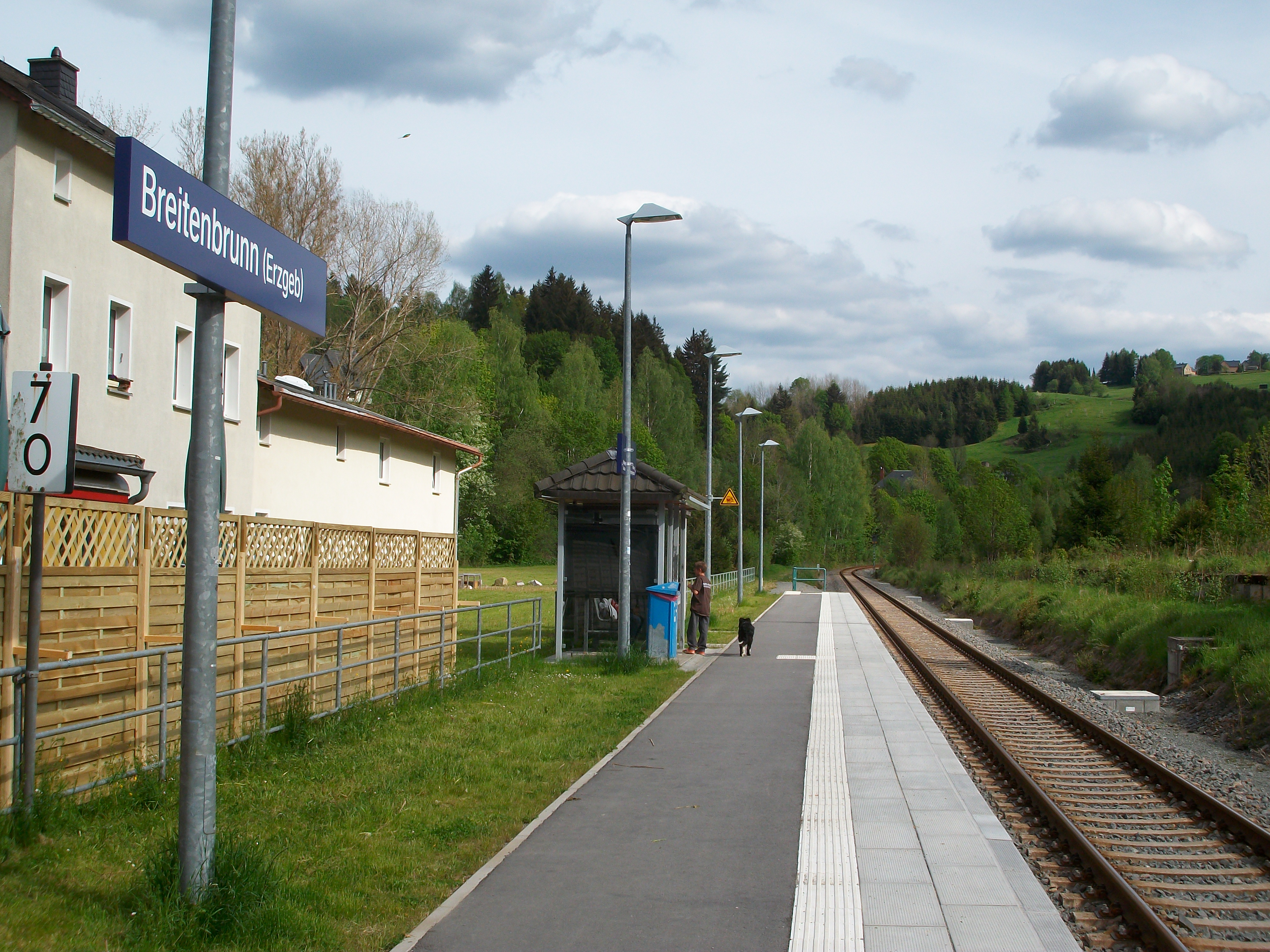
Bahnhof Breitenbrunn (2016)
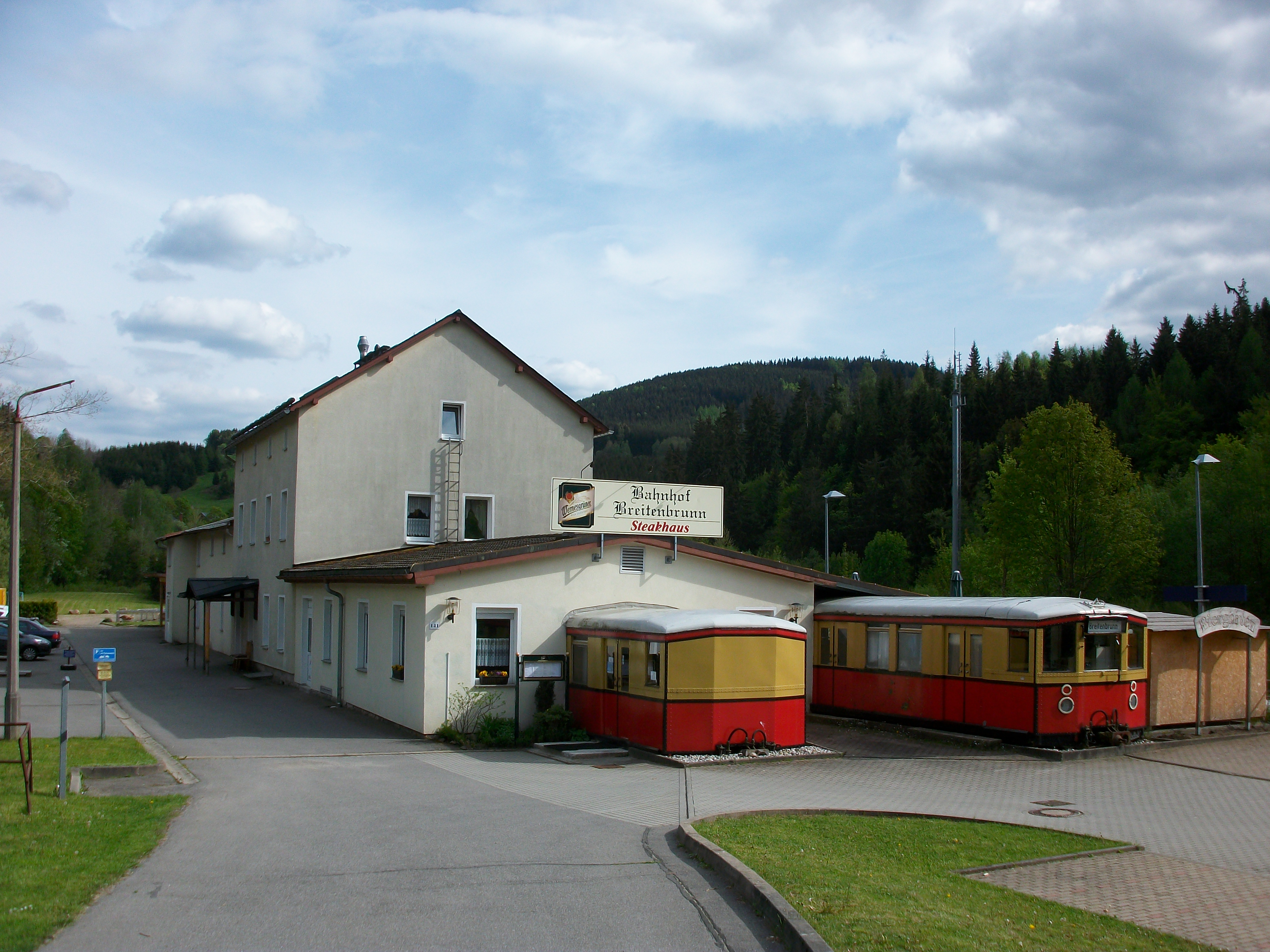
Bahnhof Breitenbrunn, Empfangsgebäude (2016)

Antonstal ⊙
Der Bahnhof Antonsthal ist heute der einzige Bahnhof der Strecke, auf welchem entgegenkommende Züge kreuzen können.

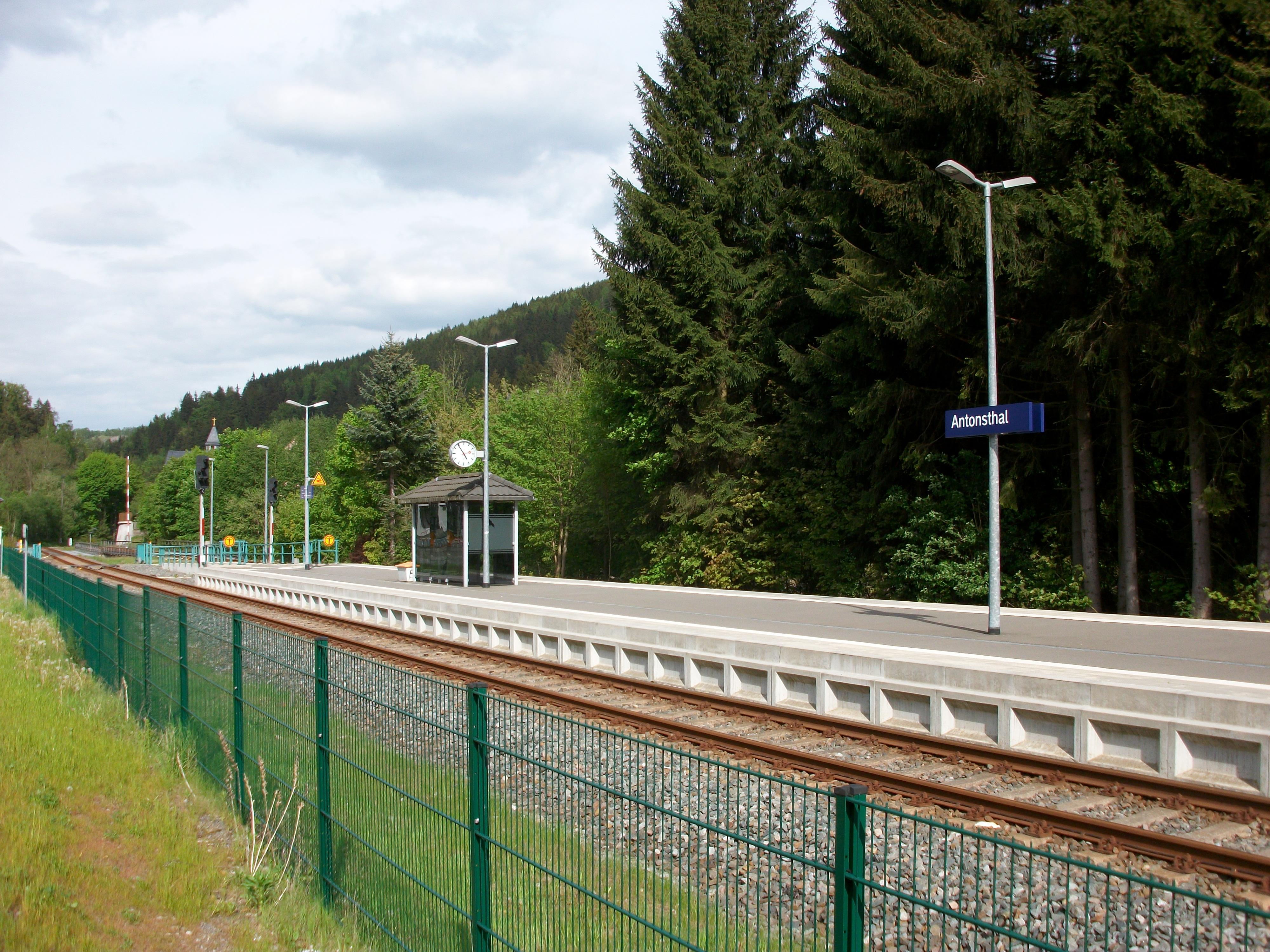
Bahnhof Antonsthal (2016)
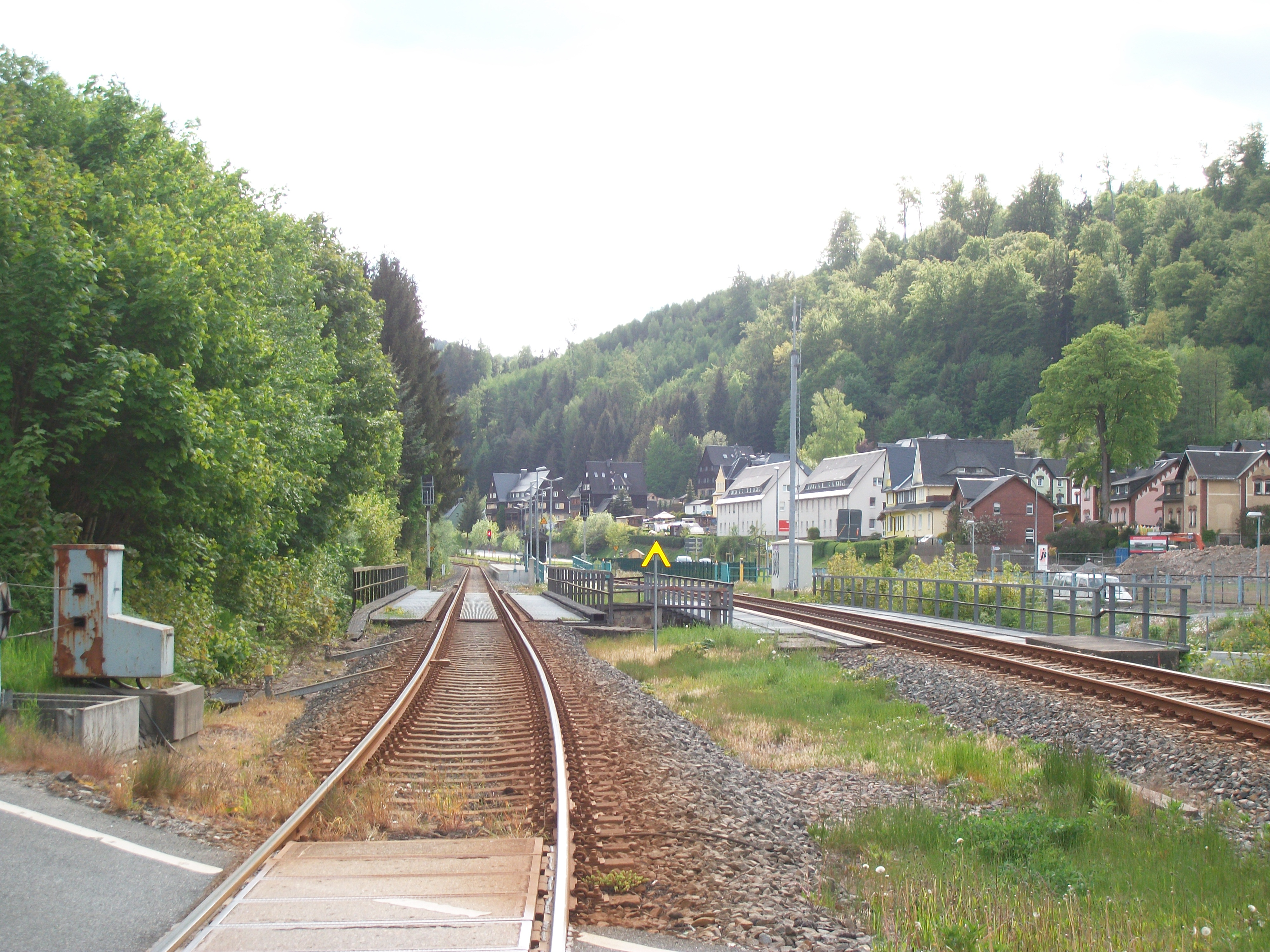
Bahnhof Antonsthal, Einfahrt aus Richtung Schwarzenberg (2016)

Erla ⊙

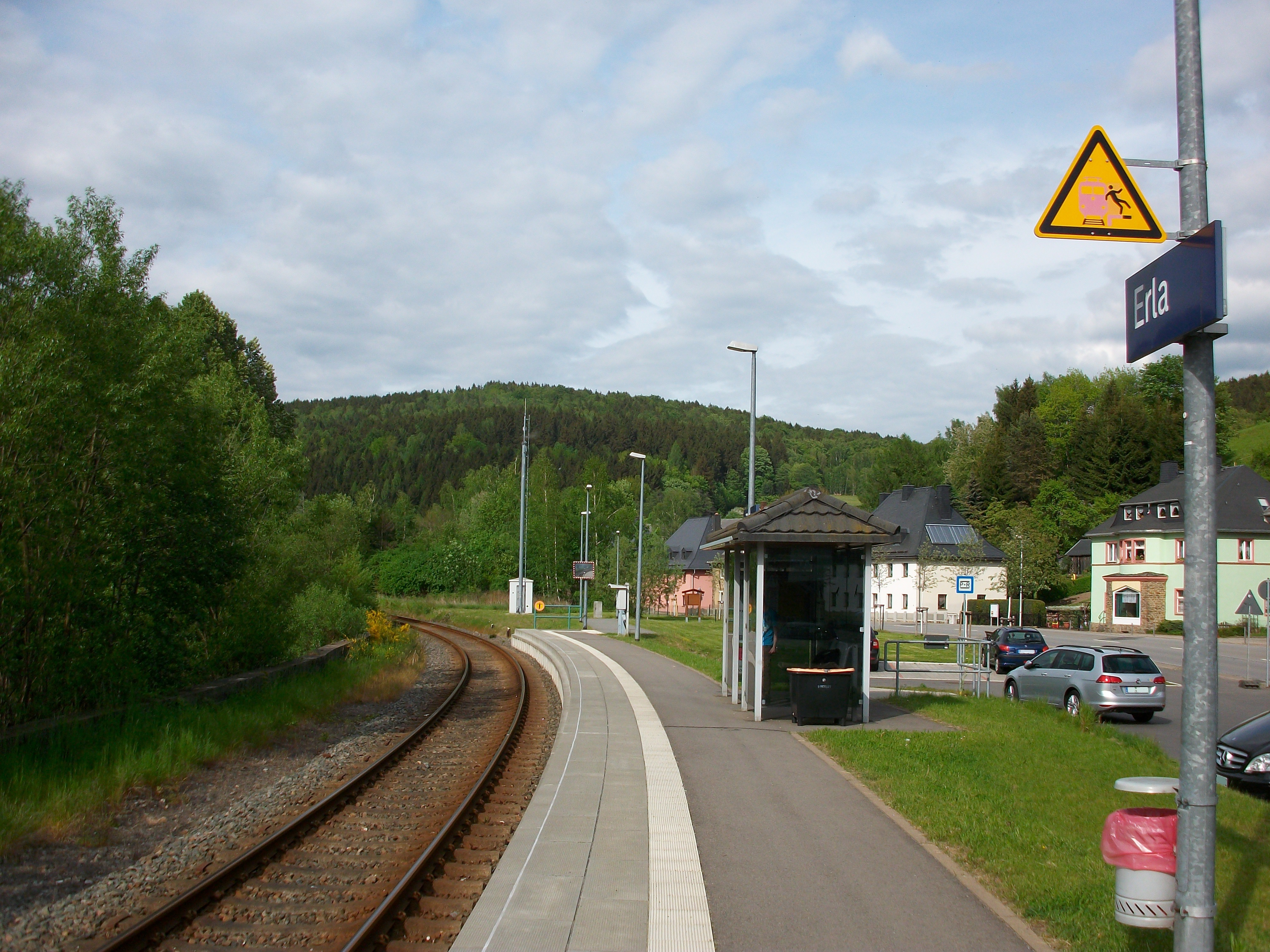
Haltepunkt Erla (2016)

Der Haltepunkt Erla wurde am 20. September 1883 eröffnet. Zwischen 1905 und 2000 war er als Bahnhof gewidmet. Der Halt befindet sich zwischen Schwarzwasser und Karlsbader Straße.
Schwarzenberg (Erzgeb) Hp ⊙
Schwarzenberg Haltepunkt wurde am 20. September 1883 eröffnet. In der Folgezeit trug er folgende Namen:
- bis 1911: Schwarzenberg Haltepunkt
- bis 1933: Schwarzenberg Hp
- seit 1935: Schwarzenberg (Erzgeb) Hp

Im Zuge der Neutrassierung der Bahnstrecke im Bereich der Schwarzenberger Altstadt wurde der Haltepunkt im Jahr 1950 um einige Meter verlegt. Er ist über die Karlsbader Straße über eine tunnelartige überdachte Treppe zu erreichen.

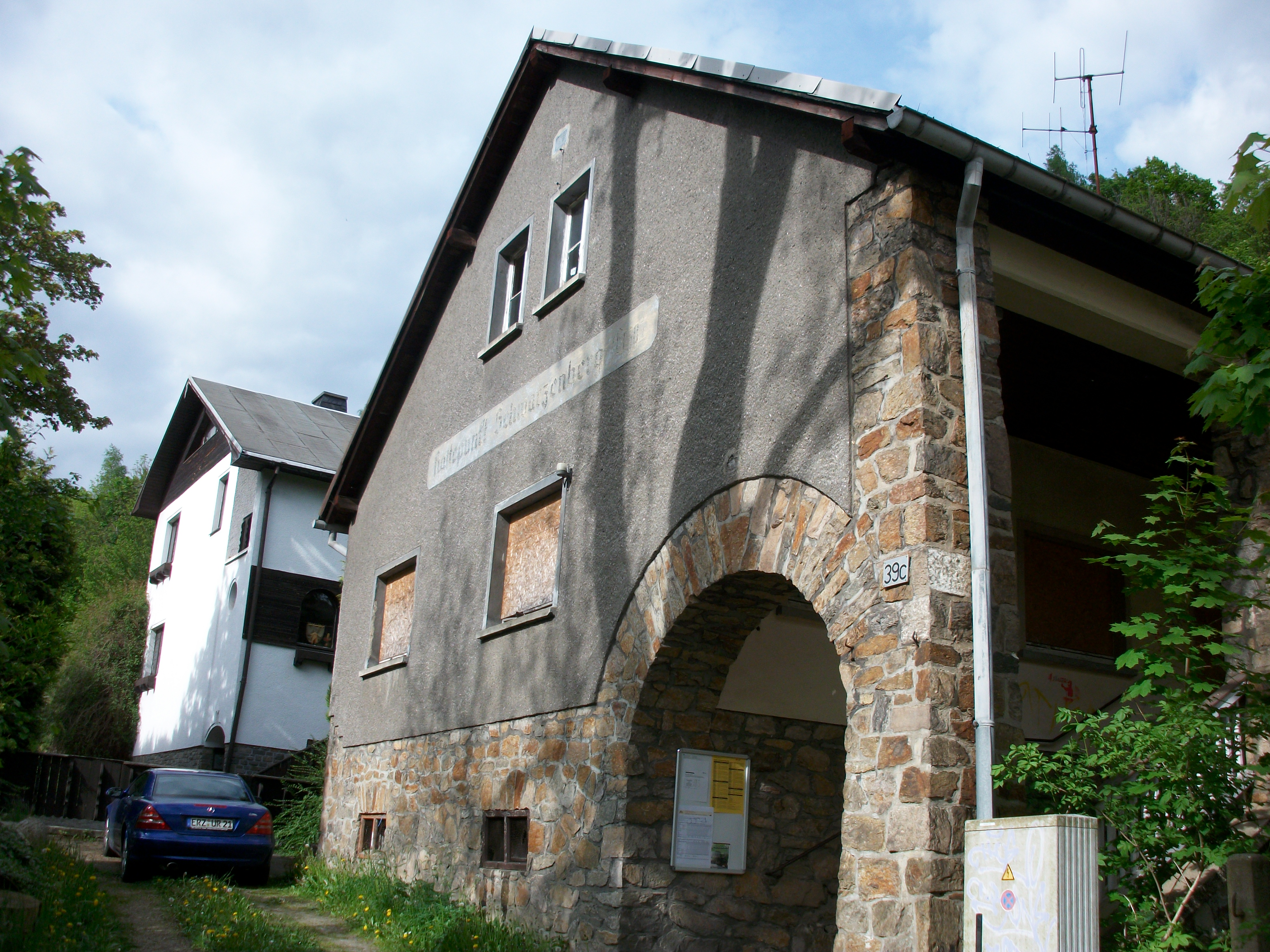
Hp Schwarzenberg (Erzgeb), Aufgang (2016)
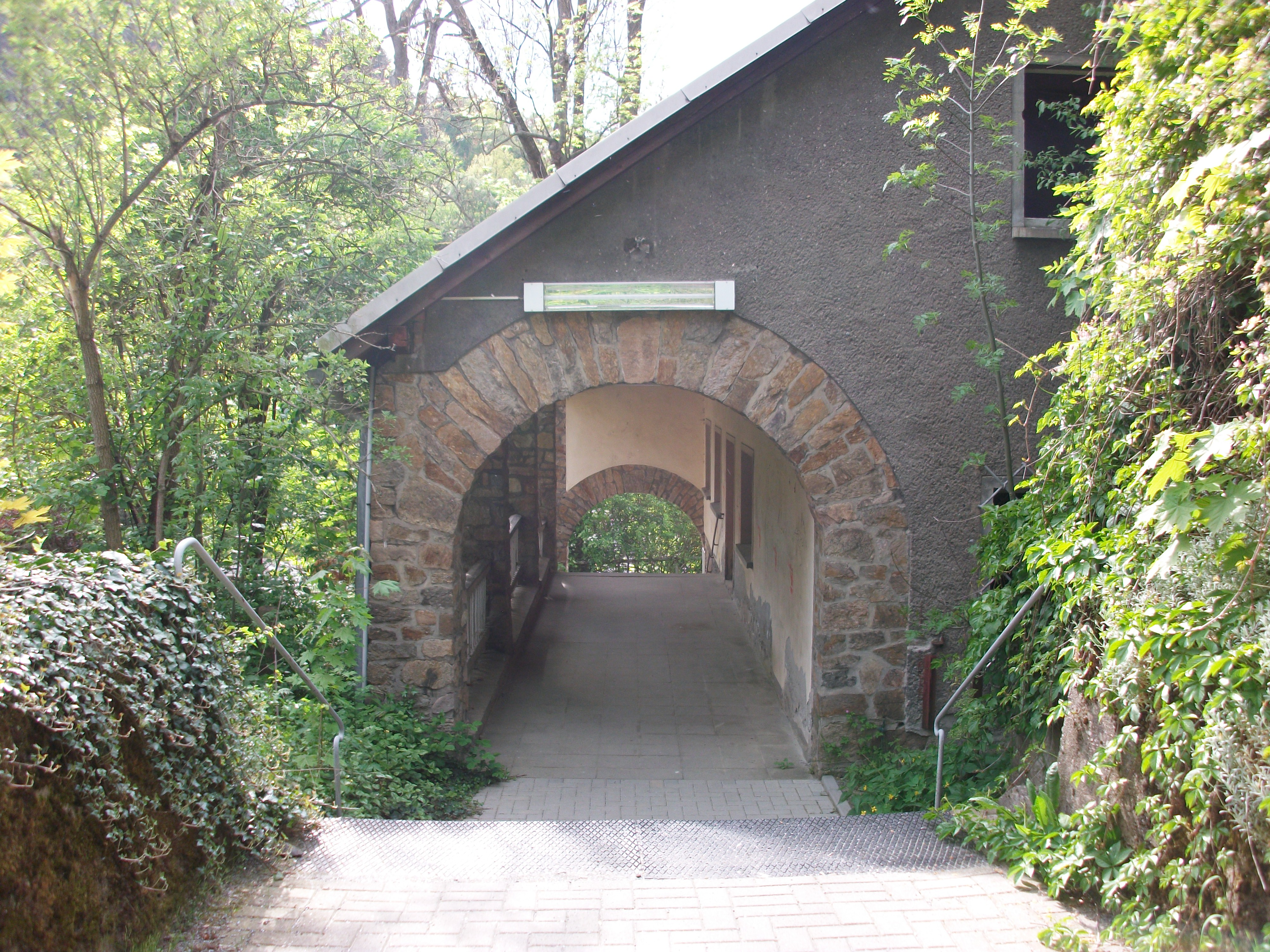
Hp Schwarzenberg (Erzgeb), Aufgang (2016)
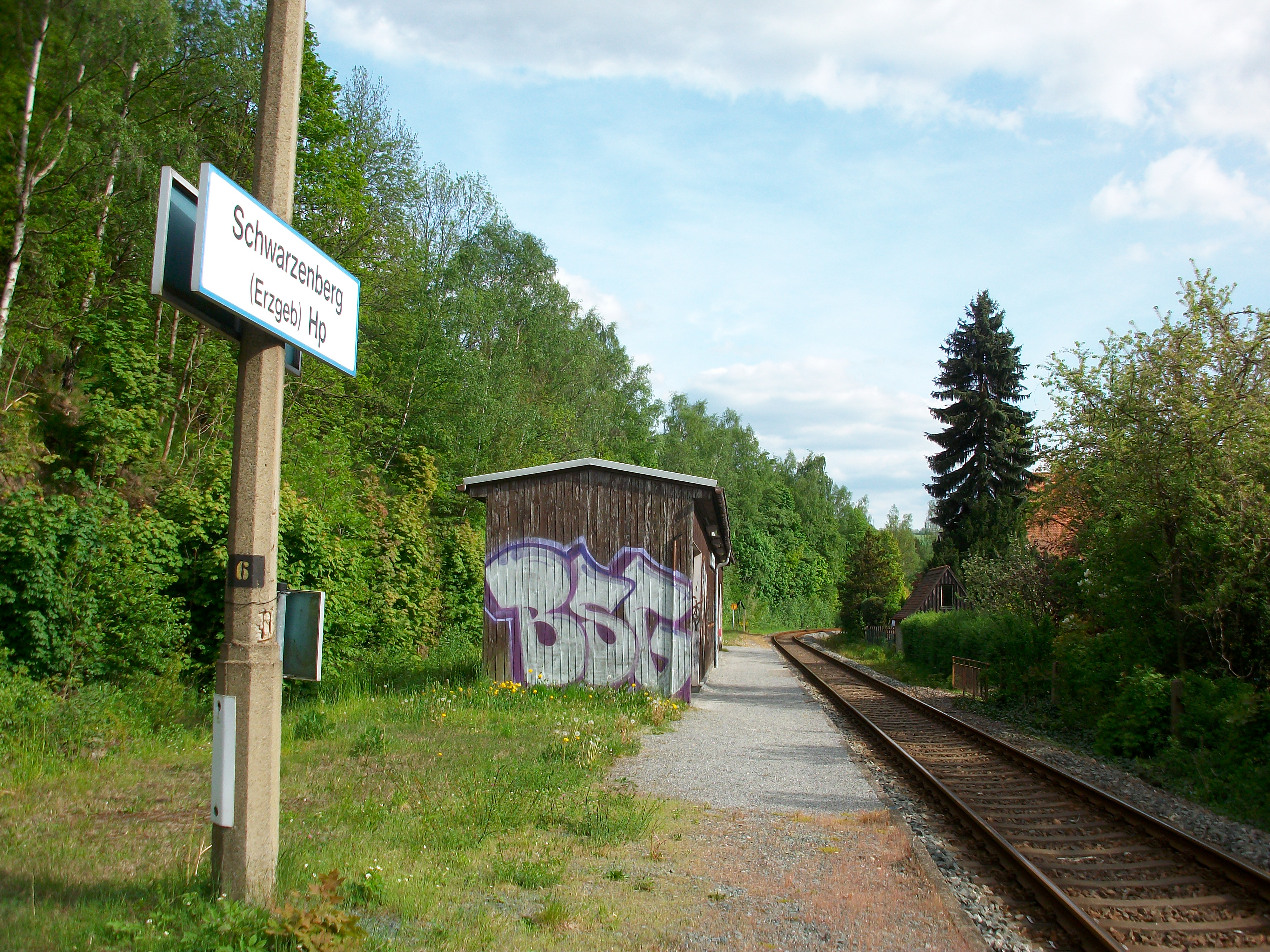
Haltepunkt Schwarzenberg (Erzgeb) (2016)
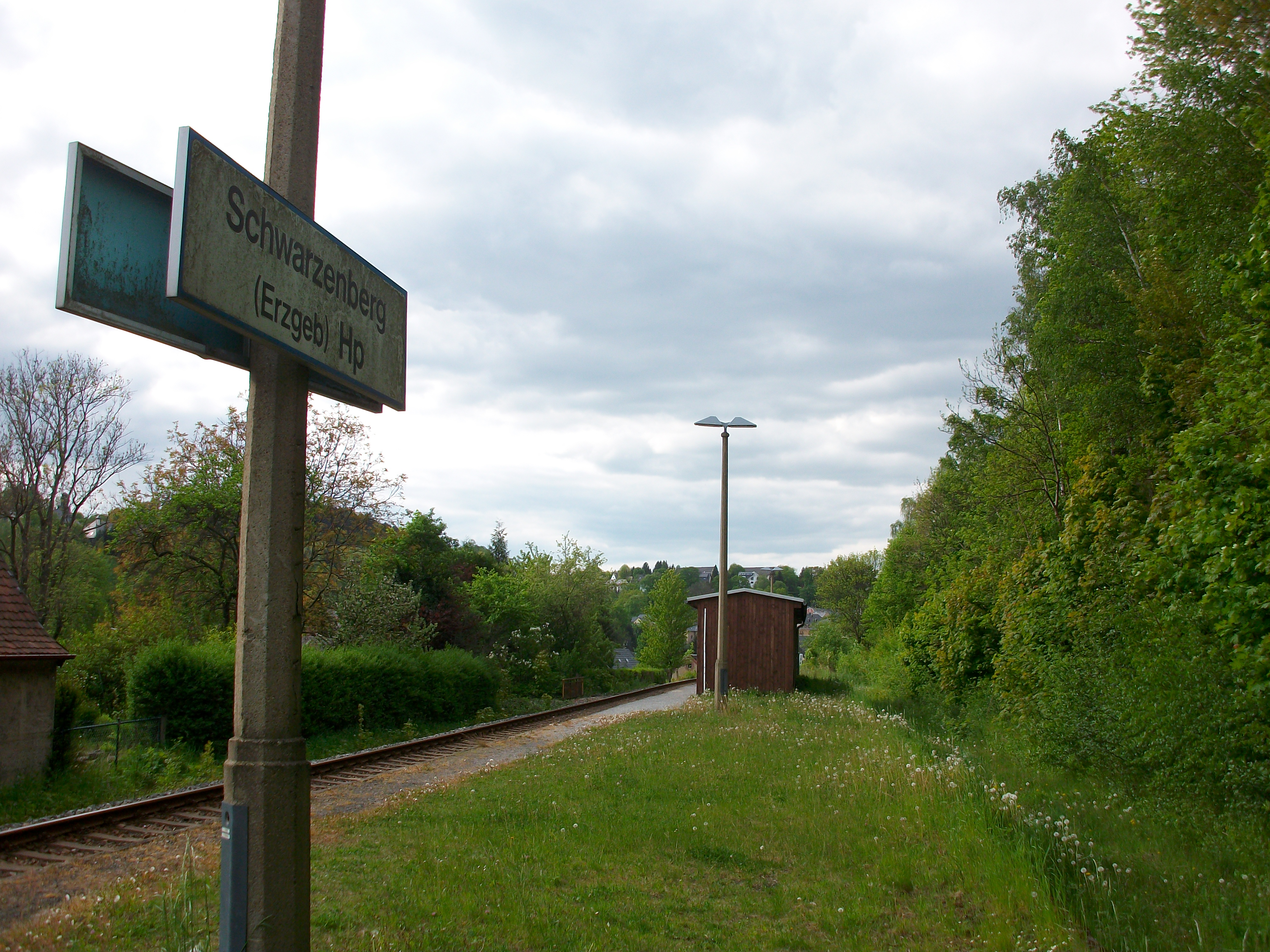
Haltepunkt Schwarzenberg (Erzgeb), ehem. zweites Gleis (2016)

Schwarzenberg (Erzgeb) ⊙
Der Bahnhof Schwarzenberg (Erzgeb) wurde 1854 als Endpunkt der Obererzgebirgischen Bahn von Zwickau eröffnet. Im Zuge des Baues der Strecken Johanngeorgenstadt–Schwarzenberg (1884) und Buchholz–Schwarzenberg (1889) wurde er erstmals deutlich erweitert. Seine endgültige Größe erhielt er im Zuge des zweigleisigen Ausbaues der gesamten Verbindung von Zwickau nach Johanngeorgenstadt Anfang der 1950er Jahre. In dieser Zeit war auch die kleine Lokomotiveinsatzstelle zum Bahnbetriebswerk erhoben.

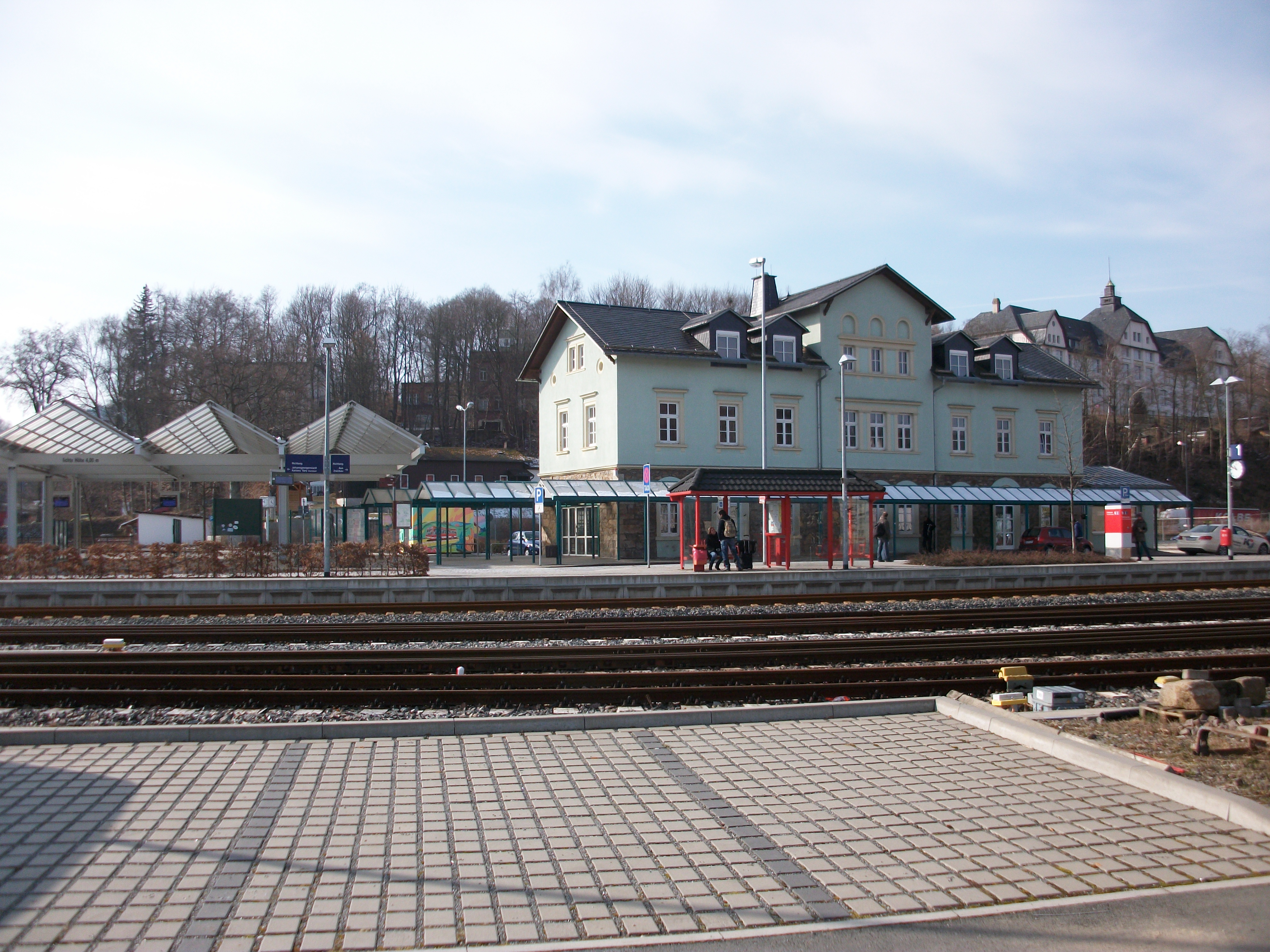
Bahnhof Schwarzenberg/Erzgebirge (2016)
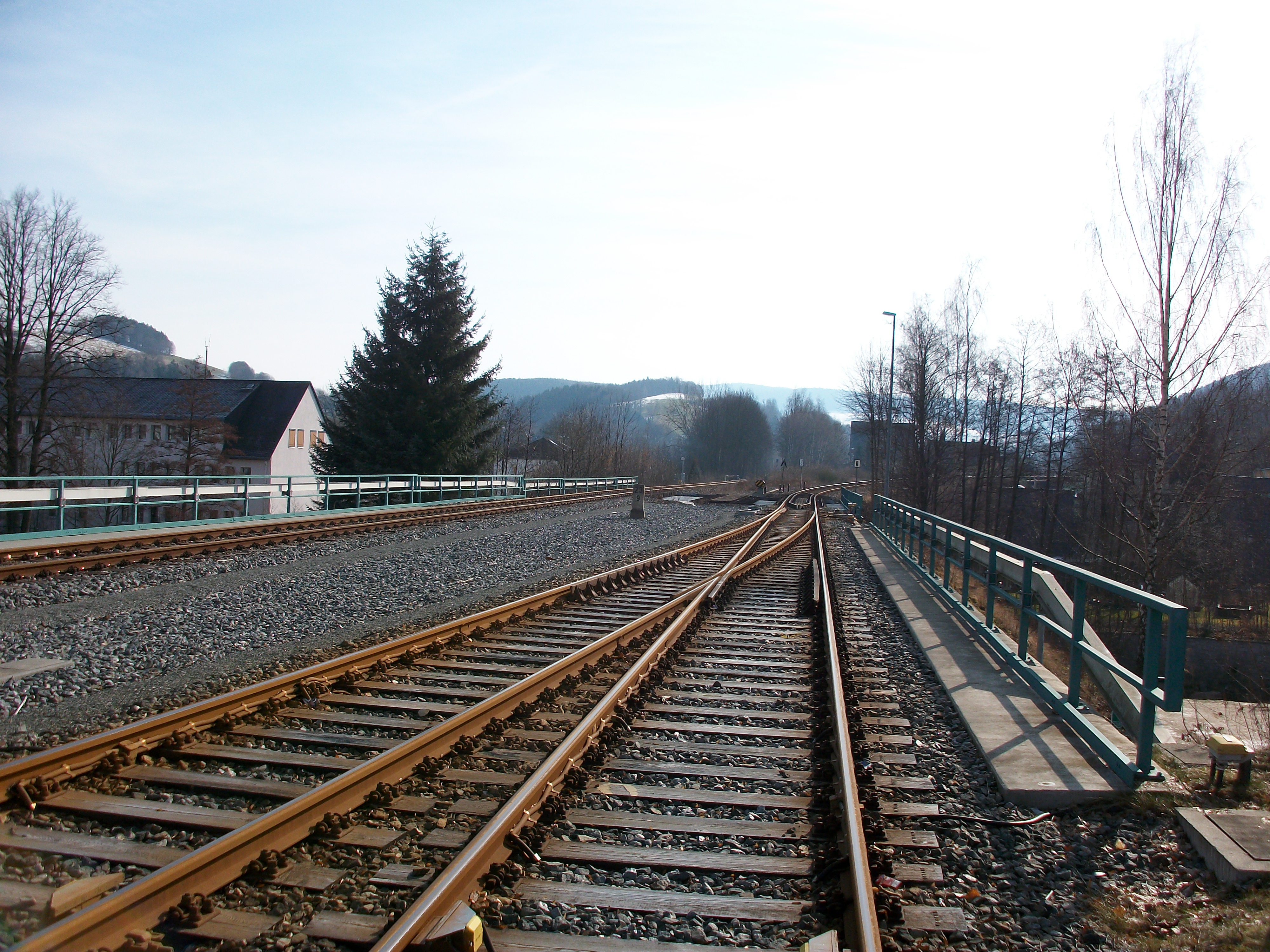
Bahnstrecke nach Johanngeorgenstadt kurz hinter dem Bahnhof Schwarzenberg (2016)

## Fahrzeugeinsatz

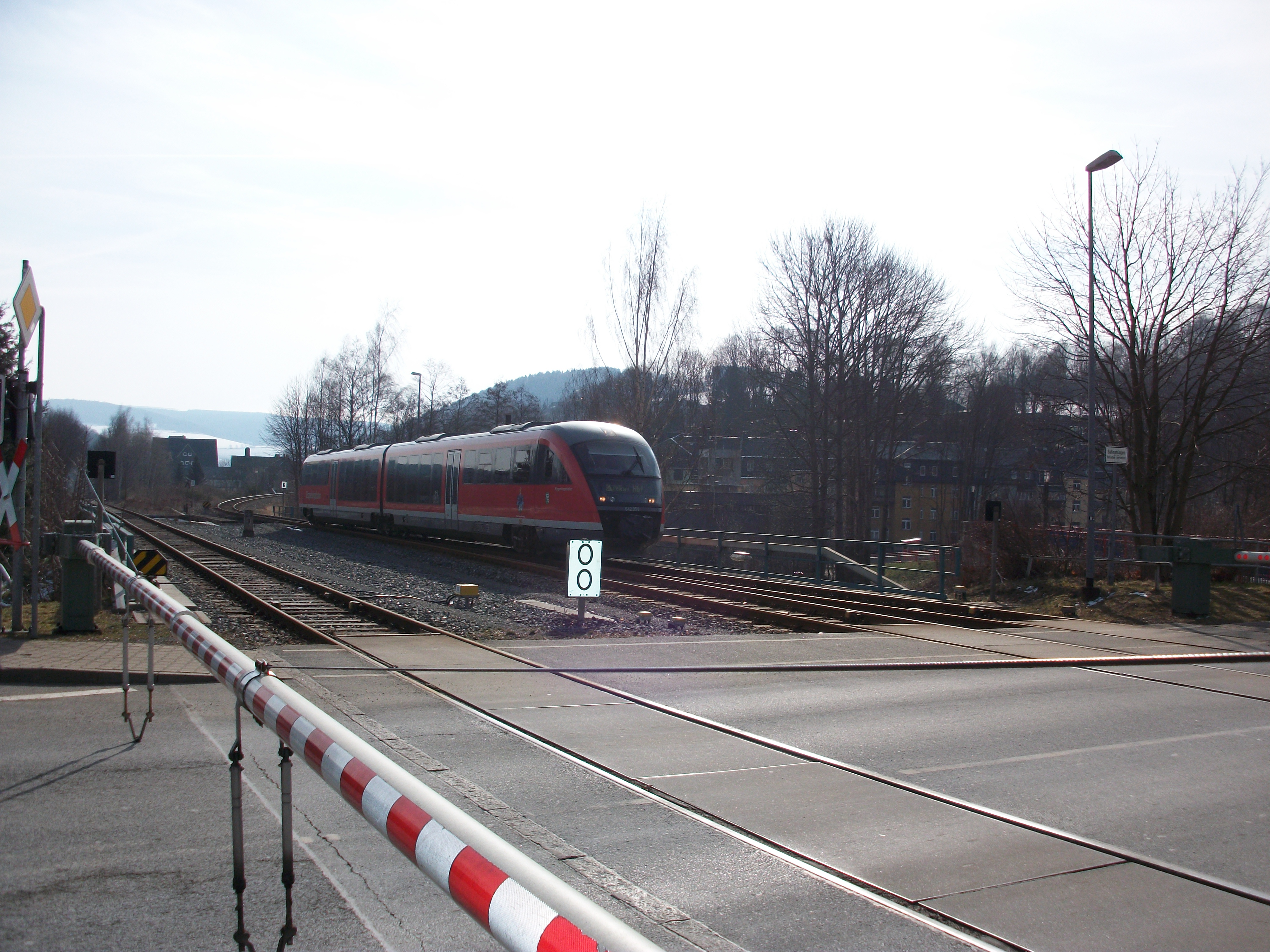
Triebwagen der Erzgebirgsbahn am Bahnübergang Schwarzenberg (2016)

Als Erstausstattung beschafften die Königlich Sächsischen Staatseisenbahnen zwei Lokomotiven der Gattung IV TS mit den Namen JOHANNGEORGENSTADT und ERLA sowie drei zweiachsige Personenwagen.
Nach dem Ausbau der Strecke zur Hauptbahn stationierte man 1949 in Schwarzenberg die ursprünglich für die osterzgebirgische Müglitztalbahn gebauten Tenderlokomotiven der Baureihe 84. Eine hohe Entgleisungsneigung in engen Bögen sowie die zu geringen Vorräte für den schweren Güterzugdienst beendeten den Einsatz zwischen 1953 und 1956. Besser bewährten sich die Lokomotiven der preußischen Baureihe 58.10-21, die bis zur Ablösung durch moderne Diesellokomotiven im Einsatz blieben.
Anfang der 1970er Jahre begann die Umstellung auf Dieseltraktion. Reise- und Güterzüge wurden nun mit den Lokomotiven der Baureihen 110 und 118 befördert, später kam auch die aus Rumänien importierte Baureihe 119 zum Einsatz. Die schweren sowjetischen Großdiesellokomotiven waren wegen der engen Gleisbögen und zu hoher Achslasten nicht zugelassen.
Ab 1994 setzte die Deutsche Bahn AG auf den meisten Umläufen moderne Regionaltriebwagen der Baureihe 628.4 ein. Nur bei Ausfall der Triebwagen oder bei größerer Nachfrage im Wintersportverkehr verkehrten noch lokomotiv-bespannte Züge mit der Baureihe 219. Seit dem Jahr 2000 wird sämtlicher Reiseverkehr mit den neubeschafften Triebwagen der Baureihe 642 abgewickelt.